# Радович, Андрия
Андрия Радович (сербохорв. Андрија Радовић / Andrija Radović; 28 января 1872, Мартиничи Княжество Черногория — 1947, Белград) — черногорский и югославский политический и государственный деятель, Премьер-министр Черногории и лидер Народной и затем Демократической партии королевской Югославии (Королевство Сербов, Хорватов и Словенцев), борец за парламентскую демократию и один из основных сторонников объединения Черногории с Сербией.

## Биография
С 1890 по 1894 год я обучался в инженерно-артиллерийской академии в Италии. Служил военным инженером, позже был повышен в должности до секретаря Военного совета Княжества Черногория. В конце века был назначен директором общественных работ и начальником отдела в Министерстве внутренних дел. В 1902 женился на дочери придворного вельможи, брак оказал большое влияние на его дальнейшую карьеру, поскольку он тесно подружился с членами правящей династии Петровичей-Негошей.
С 19 декабря 1905 по 24 ноября 1906 года занимал пост министра финансов и строительства в реформаторском правительстве Лазаря Миюшковича.
С 1 февраля 1907 по 17 апреля 1907 — Премьер-министр Княжества Черногория. Одновременно занимал пост министра иностранных дел княжеской Черногории.
Активно пытался ограничить самодержавную власть Николы I Петровича и объединить всех членов сербской Национальной Ассамблеи княжества Черногории в «клуб народных представителей», который под влиянием парламентской демократии в соседней Сербии быстро трансформировался в Народную партию (Народна странка), первую и единственную в Черногории политическую партию. Андрия Радович стал одним из двух её лидеров. Партия вскоре стала в оппозицию монарху, требуя свободы, демократии и больших прав для народа. В начале апреля Никола I Петрович сместил его с премьерской должности. За этим после последовали политические преследования Радовича и его партии, вытеснение их из политической жизни страны. В 1908 по обвинению в готовящемся, якобы заговоре против князя Николы, Радович был приговорен как политический заключенный к 15 годам тюрьмы.
В 1913 году Никола I по многочисленным обращениям амнистировал Андрию Радовича. Это позволило ему, выйдя на свободу, добиться проведения 25 октября 1913 свободных парламентских выборов. Партия Радовича одержала убедительную победу на выборах.
Он был назначен государственным советником и после начала Первой мировой войны возглавил департамент поставок Черногорской армии продовольствия и боеприпасов, поступающих от союзников.
В начале 1916 года Королевство Черногория была оккупирована центральными державами. Радович бежал из страны во Францию. Король Никола I подписал указ о демобилизации армии и покинул страну. Сербия и другие союзные страны признавали правительство Николы I в изгнании как единственно легитимное.
12 мая 1916 года король назначил премьер-министром страны Андрию Радовича, который находился вместе с ним в изгнании, но через два месяца, 17 января 1917 года, тот подал в отставку из-за неприятия королём проекта объединения Сербии и Черногории. 4 марта 1917 года, в Женеве, Андрия Радович создал Черногорский комитет национального объединения, который будет полностью поддержан сербским правительством Николы Пашича.
20 июля 1917 года, согласно Декларации Корфу, было объявлено слияние Черногории с Сербией. 26 ноября 1918 года Черногория официально вошла в состав Королевства Сербия.
В 1919 был в числе организаторов создания Демократической партии королевской Югославии. С 1920 был членом парламента страны.
В 1928 году назначен вице-президентом Белградского Национального банка. Во время Второй мировой войны жил в Белграде, где и умер в 1947 году.